# Église Saint-Jacques de Pechbonnieu
L'église Saint-Jacques est une église catholique située à Pechbonnieu, en France.

## Description
L'église est érigée dans le centre du bourg de Pechbonnieu, une commune du nord de la Haute-Garonne. Il s'agit d'un édifice en briques. Sa caractéristique principale est son clocher-mur, qui forme sa façade occidentale : un mur-pignon présentant des contreforts et percé de cinq baies accueillant autant de cloches. Sur le côté de ce mur s'élève un clocheton à section octogonale, portant une horloge. Sur son flanc nord s'étend un cimetière.
L'intérieur est constitué d'une nef unique à trois travées, terminée par une abside accueillant le chœur, dont la voûte est peinte.
L'église est dédiée à Jacques de Zébédée.

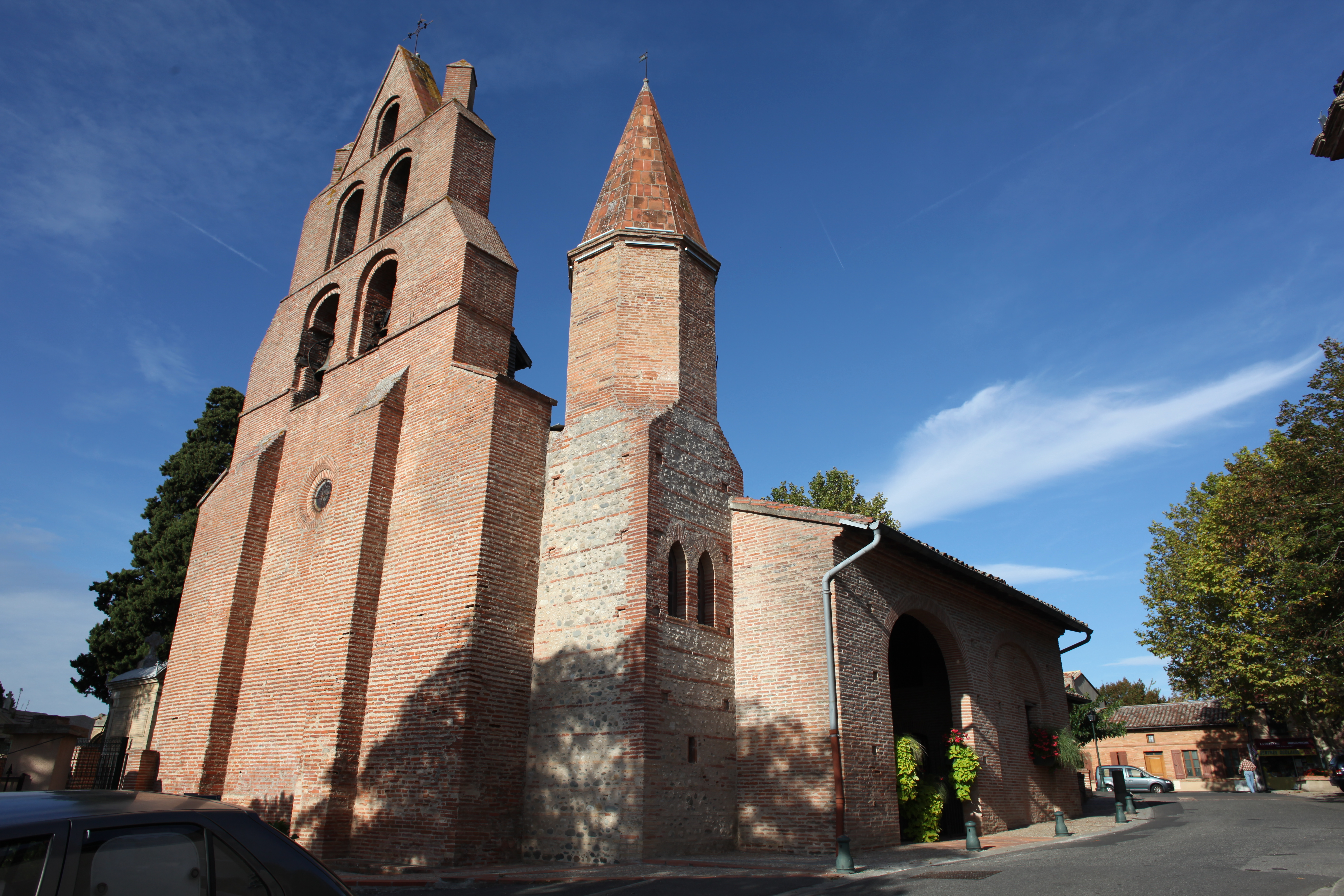
Vue générale de l'extérieur de l'église.
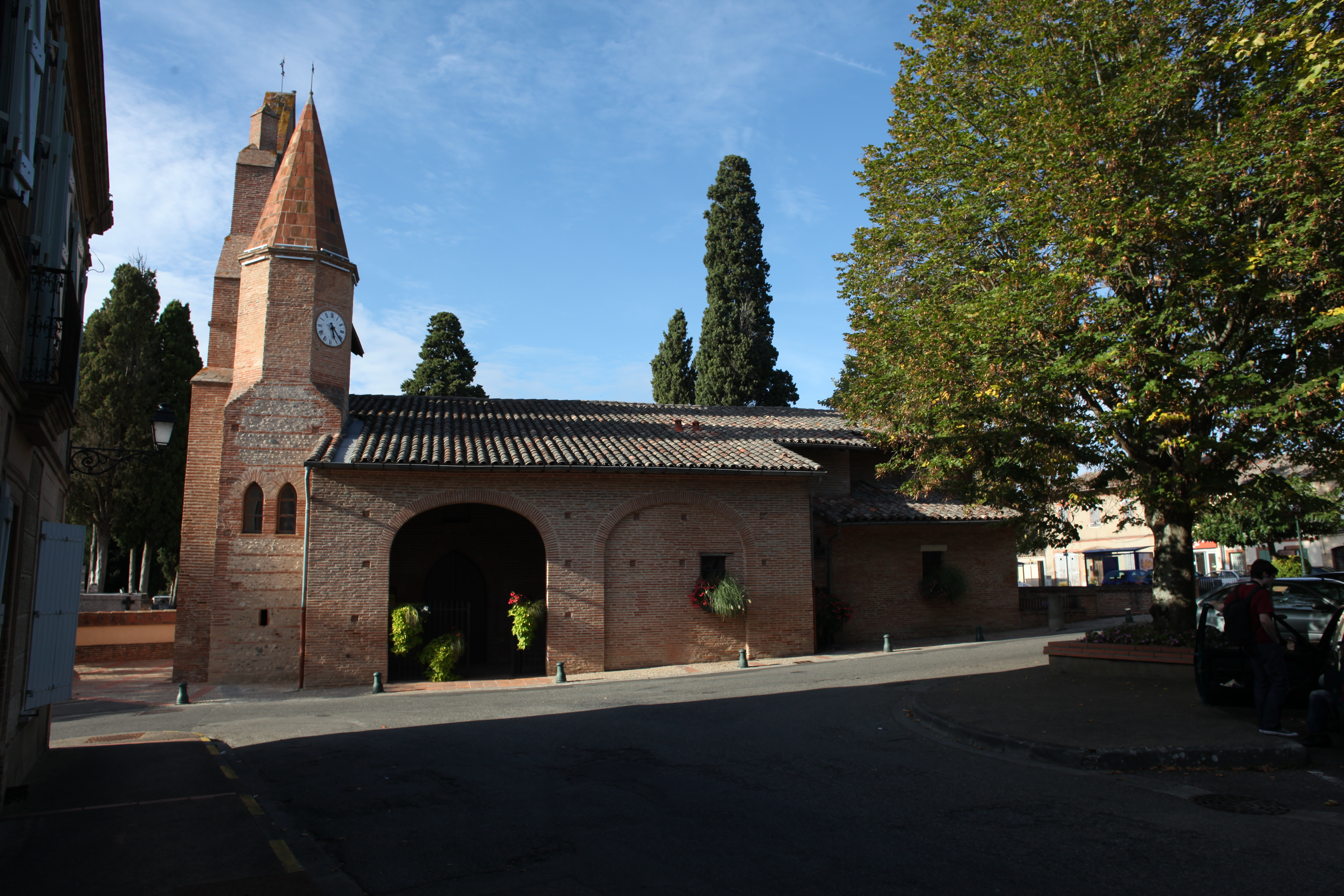
façade sud.
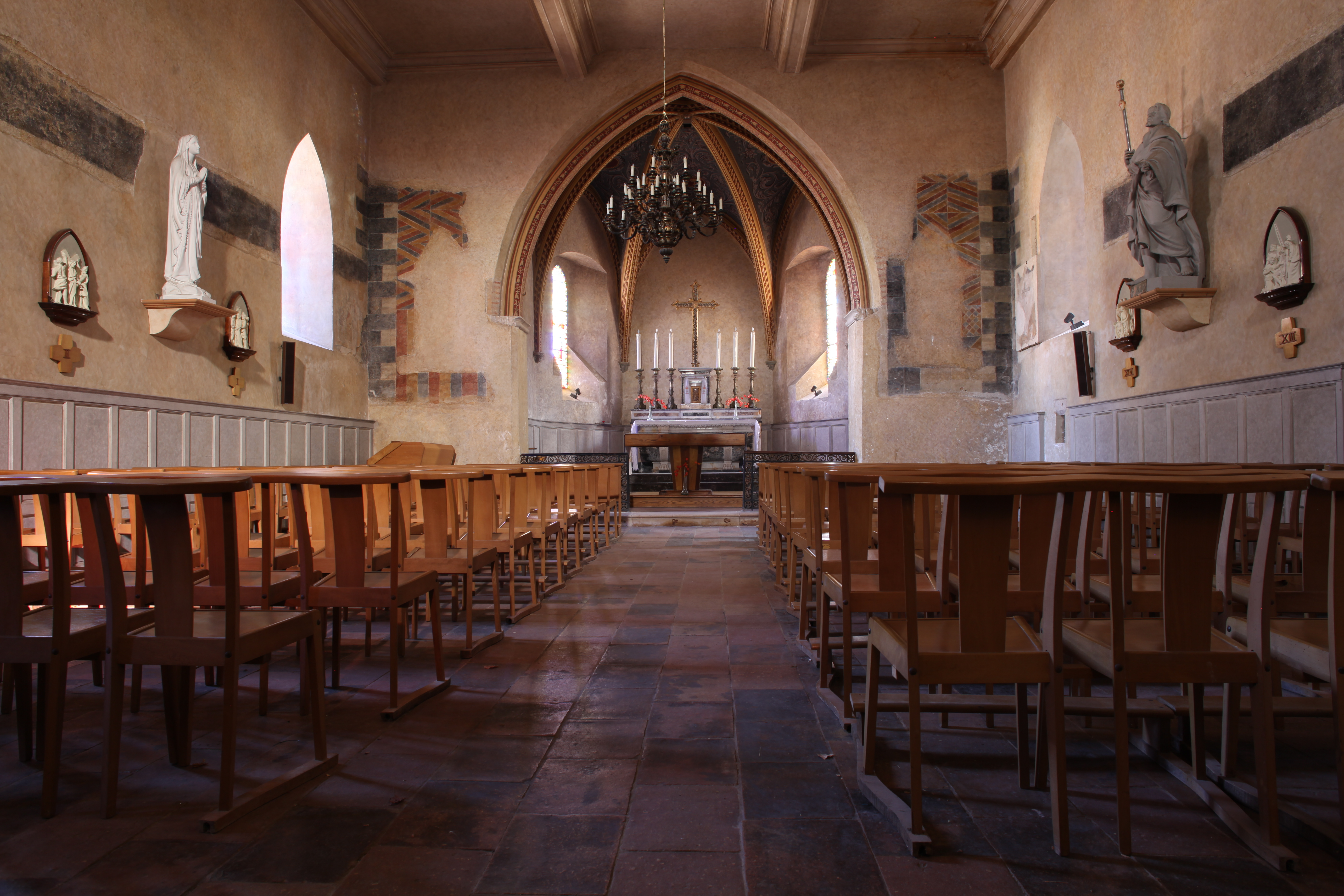
Vue générale de l'intérieur de l'église.

## Historique
L'édification de l'église remonte au XIVe siècle. Elle est fortement endommagée au XVe siècle lors des guerres de Religion. Désacralisée à la Révolution, elle est rendue au culte en 1815. Le clocheton accueillant l'horloge est construit en 1866.
Le clocher-mur est inscrit au titre des monuments historiques par arrêté du 11 avril 1950. L'église est rénovée en 1989-1990.